# مایکل داوس
مایکل داوس (انگلیسی: Michael Dowse؛ زادهٔ ۱۹ آوریل ۱۹۷۳) کارگردان فیلم، فیلم‌نامه‌نویس و تهیه‌کننده فیلم اهل کانادا است. از آثارش فیلم‌های امشب منو ببر خونه، حرف اف و استوبر را می‌توان نام برد.